# Katarzyna Dondalska
Katarzyna Dondalska – polska sopranistka koloraturowa o skali czterech oktaw (c–c4), profesor sztuki w zakresie śpiewu solowego, nauczyciel akademicki

## Życiorys
Katarzyna Dondalska urodziła się w Bydgoszczy. Studia wokalne rozpoczęła w Akademii Muzycznej w Gdańsku pod kierunkiem Haliny Mickiewiczówny. Po roku nauki przeniosła się do Niemiec, gdzie kontynuowała studia w Wyższej Szkole Muzycznej w Würzburgu. Już jako studentka zadebiutowała partią Królowej Nocy w Czarodziejskim flecie W.A. Mozarta w Teatrze w Detmold. Przy wsparciu i mentorstwie swoich profesorów: Grigorija Żyslina (skrzypce), Ingeborg Hallstein i Jutty Bucelis-Dehn (śpiew), ukończyła studia, uzyskując dyplom z wyróżnieniem. Artystka kształtowała i doskonaliła sceniczną osobowość na podjętych następnie studiach podyplomowych klasy mistrzowskiej, które ukończyła w 2002. Brała również udział w kursach mistrzowskich u tak renomowanych artystów międzynarodowych, jak światowej sławy śpiewaczka Sylvia Geszty.
W 2011 otrzymała stopień naukowy doktora sztuk muzycznych w zakresie wokalistyki na Wydziale Wokalno-Aktorskim Akademii Muzycznej im. Stanisława Moniuszki w Gdańsku. W 2015 uzyskała stopień naukowy doktora habilitowanego sztuk muzycznych na Wydziale Wokalno-Aktorskim Akademii Muzycznej im. Grażyny i Kiejstuta Bacewiczów w Łodzi. W 2021 otrzymała tytuł naukowy profesora sztuki w zakresie śpiewu solowego. Od października 2015 pracuje na stanowisku profesora w Akademii Sztuki w Szczecinie.

## Praca artystyczna
Katarzyna Dondalska jest finalistką i laureatką międzynarodowych konkursów wokalnych (Cardiff Singer of the World Festival, Międzynarodowy Konkurs im. Francisco Viñasa w Barcelonie, Konkurs Śpiewu Koloraturowego „Sylvia Geszty”, Międzynarodowy Konkurs Muzyczny Telewizji ARD, Międzynarodowy Konkurs Śpiewaczy w Hertogenbosch). Wielka śpiewaczka operowa Barbara Bonney, w wywiadzie udzielonym dla Telewizji BBC podczas Cardiff Singer of the World Festival, po wysłuchaniu śpiewu polskiej artystki, nazwała ją „Ósmym Cudem Świata”. W USA zadebiutowała partią Królowej Nocy w Houston Grand Opera w Teksasie.
Jej nazwisko pojawiało się na afiszach z tak wielkimi, światowego formatu artystami, jak: Edita Gruberová, Wiesław Ochman, Francisco Araiza, Elmar Gunsch, Günter Wewel, Gunther Emmerlich, Barbara Bonney, Pete York, Paul Esswood, Lanze Ryan, Stefan Pop, Desiree Rancatore, Dmitry Korchak, Anna Maria Kaufmann, Katherine Merling, Hanno Müller-Brachmann, Anna Goryachov, Sebastian Reinthaller, Tom Allen, Markus Werba, Diana Damrau, Maciej Pikulski, Madeleine Wehle, Brigitte Mira, Ingrid Surgenor, Ingrid Kreuder, Stefan Johannes Walter, Daniele Abbado, Bogusław Kaczyński, Aleksandr Pietrow, Lesley Garrett, Ute Lemper, Till Brönner, Klaus Hoffmann, Joja Wendt czy Chris de Burgh.
W latach 1998–2000 występowała na scenie Stadttheater Heidelberg. W 2000 wystąpiła na deskach Teatru Narodowego w Mannheim w roli Najady w Galowym przedstawieniu Ariadny auf Naxos R. Straussa u boku E. Gruberovej i A. Tomowej-Sintow.
Wystąpiła na Gali otwierającej nową część lotniska Monachijskiego Eröffnungs-Gala-Event des Munich Airport Center.
Jako pierwsza dokonała nagrań arii Karla Dittersa von Dittersdorf, pieśni religijnych Ottona Mieczysława Żukowskiego oraz Józefa Wieniawskiego.
Katarzyna Dondalska została wyróżniona nagrodą „Ikony Warmii i Mazur 2018” przez Prezydenta Miasta Olsztyna Piotra Grzymowicza oraz Marszałka Województwa Warmińsko-Mazurskiego Gustawa Marka Brzezina za wybitne osiągnięcia artystyczne w kraju i na świecie.
Do jej znaczących ról należą: Królowa Nocy w Czarodziejskim flecie oraz Konstancja w Uprowadzeniu z seraju, Zerbinetta w Ariadnie na Naxos, Olimpia w Opowieściach Hoffmanna, Rozyna w Cyruliku sewilskim, tytułowa partia w operze Słowik I. Strawińskiego czy W. Braunfelsa. Wszystkie te partie kreowała na wielkich scenach operowych na świecie: Grand Opera Houston, Welsh National Opera Cardiff, Korean National Opera Seoul, Teatro Colón Buenos Aires, Teatro Lirico di Cagliari, Nationaltheater Mannheim, Teatr Wielki – Opera Narodowa w Warszawie.
Występowała na estradach sal koncertowych: New York Avery Fisher Concert Hall, Disney Concert Hall Los Angeles, Washington John F. Kennedy Center for the Performing Arts, Chicago Music Hall, John Bassett Theatre Toronto, Philadelphia Verizon Hall/The Kimmel Center, Copley Symphony Hall/San Diego, Paramount Theater/Seattle, Orpheum Theater/Vancouver, Royal Theater/Victoria, Salle Wilfrid-Pelletier/Montreal, National Arts Centre/Ottawa, Winspear Centre Edmonton, Jack Singer Concert Hall Calgary, Tonhalle Düsseldorf, Fruchthalle Kaiserslautern, Friedrichstadtpalast Berlin, Schloss Benrath Düsseldorf, Konzerthaus Stockholm, DR Koncerthuset Kopenhagen, Königin-Elisabeth-Saal/Antwerpia, Alte Oper Frankfurt, Kölner Philharmonie, Philharmonie Berlin, Carl-Orff-Saal am Gasteig München czy Konzerthaus am Gendarmenmarkt Berlin.
Współpracowała z orkiestrami: Royal Philharmonic Orchestra Liverpool, San Diego Symphony Orchestra, WDR Rundfunkorchester Köln, NDR Rundfunksinfonieorchester Hannover, Deutsches Filmorchester Babelsberg, BBC Orchestra London, Bruckner-Symphonieorchester Linz. Śpiewała pod batutą wybitnych dyrygentów: Wasilij Pietrienko, Dennis Russell Davies, Roberto Abbado, Carlo Rizzi, Peter Falk, Michael Jurowski, Theodor Guschlbauer, Peter Guth, Klaus Arp, Philip Ellis, Richard Armstrong, Ira Levin, Hans Graf, Howard Griffiths, Marko Letonja, Gabriele Ferro, Grzegorz Nowak, Michał Dworzyński, Marek Pijarowski, Mirosław Jacek Błaszczyk, Antony Hermus, Victor Pablo Pérez, Modestas Pitrénas.

## Dyskografia
| Rok  | Tytuł płyty                                                   | Wydawnictwo        |
| ---- | ------------------------------------------------------------- | ------------------ |
| 2004 | The Best of Salute to Vienna (10th Anniversary Collection)    | CD Baby            |
| 2007 | Katarzyna Dondalska / Debut Live                              | Mons Records       |
| 2009 | Mów do mnie jeszcze…                                          | Telos Music Record |
| 2012 | Miguel Kertsman: Amazônia – Symphonic Poem                    | Gramola            |
| 2013 | Otton Mieczysław Żukowski Opera Omnia Religiosa 1             | Acte Prealable     |
| 2013 | Jasnogórska Muzyka Dawna vol.55                               | Musicon            |
| 2014 | The Nightingale                                               | Acte Prealable     |
| 2015 | Otton Mieczysław Żukowski (1867-1942) Opera Omnia Religiosa 2 | Acte Prealable     |
| 2015 | Love (Heaven on Earth)                                        | Acte Prealable     |
| 2016 | Dream with me                                                 | Acte Prealable     |
| 2018 | Jósef Wieniawski: Sämtliche Vokalwerke                        | Acte Prealable     |
| 2018 | Me and My World                                               | Acte Prealable     |